# Enrique Brinkmann Parareda
Enrique Brinkmann Parareda (* 9. Oktober 1938 in Málaga) ist ein spanischer Maler, der als unabhängiger Senator für die Partei Por un Senado Democrático (PSD) in die verfassungsgebende Versammlung gewählt wurde.

## Leben
Als autodidaktischer Maler hatte er seine erste Ausstellung im Jahre 1957 in seiner Geburtsstadt. Vier Jahre später verließ er Spanien und wohnte in Köln,  Berlin und  Rom. Während dieser Zeit verfeinerte er seine Fähigkeiten und lernte die verschiedenen Radiertechniken. Nach seiner Rückkehr im Jahre 1967 entwickelte er einen persönlichen Stil, sowohl in Gemälden als auch in Zeichnungen und Grafiken weiter. Abgesehen von  Ausstellungen in Spanien, hatte er Einzel- und Gruppenausstellungen in Deutschland, Belgien, der Schweiz, Italien und den Vereinigten Staaten von Amerika.